# هكتور كوان
هكتور كوان (بالإنجليزية: Hector Cowan)‏ هو مدير فني أمريكي، ولد في 12 يوليو 1863 في هوبارت في الولايات المتحدة، وتوفي في 19 أكتوبر 1941.